# IC 2944
IC 2944 est un amas ouvert associé à une nébuleuse en émission situé dans la constellation du Centaure, proche de l'étoile Lambda Centauri. Cet objet est à une distance approximative de 5 900 années-lumière. IC 2944 est aussi connue sous les noms de la nébuleuse Lambda Centauri ou de la nébuleuse du poulet qui court.
Il présente plusieurs globules de Bok et est très probablement une région de formation d'étoiles.
L'image du télescope spatial Hubble à droite est un agrandissement de la zone contenant les globules de Bok découverts dans cet objet par l'astronome sud-africain A. David Thackeray (en) en 1950. Ces globules sont désormais connus sous le nom de globules de Thackeray.
Le plus grand des globules sombres de l'image est vraisemblablement composé de deux nuages séparés, chacun mesurant plus d'une année-lumière, qui se superposent. Leur masse combinée représenterait 15 masse solaire.

## Galerie d'images

Galerie d'images de IC 2944
IC 2944 pris par la caméra Wide Field Imager sur le télescope MPG/ESO de 2,2 m
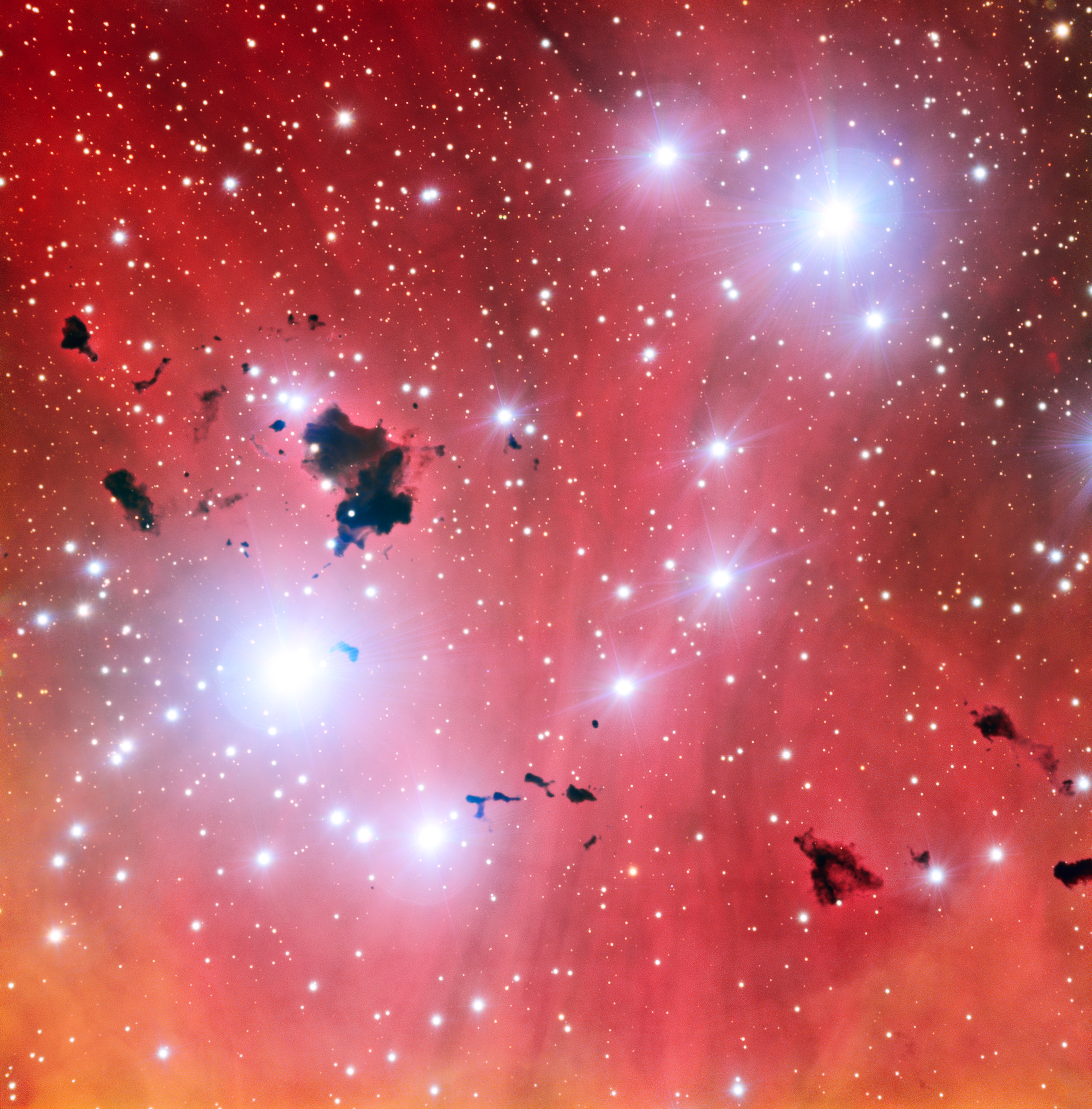
La pépinière d'étoiles IC 2944, réalisé par le Très Grand Télescope (VLT) de l'ESO
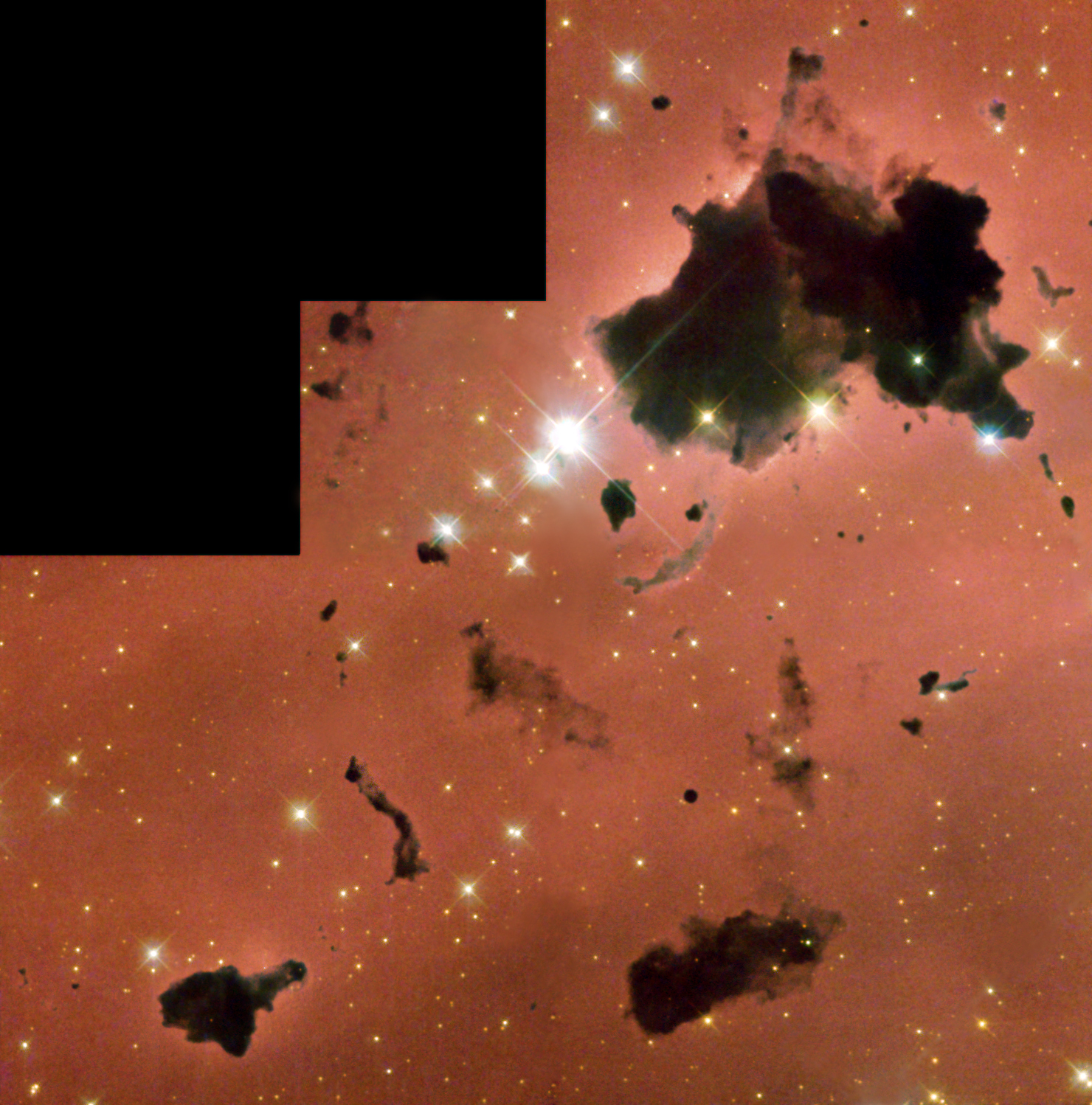
Les Globule de Bok, des nuages de poussières denses et opaques, pris par le télescope spatial Hubble